# Nu går den på Dagmar
Nu går den på Dagmar er en dansk film fra 1972, skrevet og instrueret af Henning Ørnbak efter et skuespil af Leif Petersen.

## Medvirkende
- Helle Merete Sørensen
- Finn Storgaard
- Claus Ryskjær
- Ulla Gottlieb
- Klaus Pagh
- Erling Schroeder
- Jørgen Ryg
- Flemming Quist Møller
- Gabriel Axel
- Lily Broberg
- Judy Gringer
- Willy Rathnov
- Preben Mahrt
- Ove Sprogøe
- Sisse Reingaard